# Jurkowice (gmina)
Jurkowice (do 1915 Górki; od 1973 Bogoria) – dawna gmina wiejska istniejąca w latach 1915–1954 roku w powiecie sandomierskim w woj. kieleckim. Siedzibą władz gminy były Jurkowice. 
Gmina powstała w 1915 roku kiedy to okupacyjna administracja austriacka zmieniła nazwę gmina Górki na Jurkowice.
W okresie międzywojennym gmina Jurkowice należała do powiatu sandomierskiego w woj. kieleckim. W okresie II wojny światowej gmina należała do powiatu Opatów w Dystrykcie Radom. Według na dzień 1 marca 1943 roku gminę zamieszkiwało 10 983 osoby. Po wojnie gmina zachowała przynależność administracyjną sprzed 1939 roku. Na terenie gminy działy Bataliony Chłopskie, których gminna organizacja o kryptonimie "Judasz" wchodziła w skład 2 rejonu Obwodu Sandomierz, III Okręgu Kielce. Komendantami kolejno byli Józef Grzybowski, Józef Dziedzic z Witowic, Jan Saniawa.
Według stanu z dnia 1 lipca 1952 roku gmina składała się z 24 gromad: Domaradzice, Jurkowice, Konary, Konary-Kolonia, Kujawy, Łukawica, Nawodzice, Nowa Wieś, Olbierzowice, Pełczyce, Pęcławice, Pęcławska Kolonia, Podlesie, Pokrzywianka, Rybnica, Smerdyna, Szczeglice, Szymanowice Dolne, Ułanowice, Witowice, Wysoki Duże, Wysoki Małe, Wysoki Średnie i Zagorzyce.
Jednostka została zniesiona 29 września 1954 roku wraz z reformą wprowadzającą gromady w miejsce gmin. Po reaktywowaniu gmin z dniem 1 stycznia 1973 roku gminy Jurkowice nie przywrócono a jej dawny obszar wszedł głównie w skład nowej gminy Bogoria w powiecie staszowskim.

## Wójtowie
- Mikołaj Piórkowski - wymieniany w 1929r[9],
- Piotr Piątek,
- Jan Pała - wymieniany w 1947[9].